# Mauro Mandolini
Mauro Mandolini (Roma, 10 novembre 1965) è un attore teatrale, regista teatrale e drammaturgo italiano.

## Biografia
È stato allievo di Orazio Costa, Gianni Diotaiuti, Giacomo Colli e Antonio Pierfederici. Come attore, ha debuttato nel 1987 con Gabriele Lavia nel Macbeth di Shakespeare, ottenendo un giudizio critico favorevole dalla critica. Ha lavorato con Anatoly Vasiliev presso la Scuola d'Arte Drammatica di Mosca nel 1992, con Giancarlo Cobelli, Tony Bertorelli, Ennio Coltorti, Luciano Damiani, Lorenzo Gioielli, Daniela Giordano, Maria Luisa Bigai e Francesco Giuffrè. È stato il primo interprete in Italia, insieme a Gianluca Ramazzotti, di numerosi testi (Destinatario sconosciuto, dal romanzo di Kressmann Taylor del 1938 interpretato da Giampiero Ingrassia; La donna in nero di Stephen Mallatratt con la traduzione di Carlo Lucarelli; Napoleone e il generale della Soiziki Moreau, con musiche di Gianluca Attanasio; 2.24 di Carbonell e Cornelles, musiche di Gianluca Attanasio.
Del 1989 è il suo primo testo scritto e diretto: Cara. Hanno fatto seguito: Notte da rifiuti, Deus ex machina, Un lungo applauso, Ultima stagione in serie A, Il piccolo freddo, Tana libera tutti, Frontale, Mammine care, Un minuto di silenzio, Pizza da asporto. Nel 1998 è stato invitato al Traverse Theatre di Edimburgo come autore italiano emergente. Ha scritto La famiglia Ray e la collina dei sette respiri, un romanzo fantasy (2007).
Contemporaneamente ha coltivato la regia teatrale, dirigendo nel 2010 Lillo & Greg al teatro Brancaccio di Roma in Intrappolati nella commedia e nel gennaio 2013 al Teatro Ambra Jovinelli in La baita degli spettri.

### Vita privata
Ha un figlio, avuto dalla relazione con l'attrice Nadia Rinaldi.

## Pubblicazioni
- Mauro Mandolini, La famiglia Ray e la collina dei sette respiri, collana Collezione I fantastici, Torino, Morea, 2007, ISBN 9788895395067.